# سیارک ۹۹۸۳
سیارک ۹۹۸۳ (به انگلیسی: 9983 Rickfienberg، نامگذاری:1995DA) نه هزار و نهصد و هشتاد و سومین سیارک کشف شده‌است که در ۱۹ فوریه ۱۹۹۵ کشف شد.